# Дейн (окръг, Уисконсин)
Окръг Дейн (на английски: Dane County) е окръг в щата Уисконсин, Съединени американски щати. Площта му е 3206 km², а населението - 561 504 души (1 април 2020). Административен център е град Мадисън.